# Capitulum mitella
Capitulum é um género monotípico de crustáceos sésseis marinhos que tem como única espécie Capitulum mitella. A espécie, conhecida pelos nomes comuns de percebe-japonês ou kamenote, tem distribuição natural nas costas da região do Indo-Pacífico, ocupando a zona entremarés dos habitats rochosos expostos a forte hidrodinamismo.